# Пангея Ультима

Зміни форми континентів з часом (за різними уявленнями)

Зміни континентів

Пангея Ультима (лат. Pangaea Ultima — «Остання Пангея») — гіпотетичний суперконтинент, до якого, за деякими прогнозами, зіллються всі нинішні материки через 200–300 мільйонів років.
Авторство терміна «Pangaea Ultima» і теорії щодо її появи належать американському геологу Крістоферу Скотезе, який займався вивченням історії літосферних плит.
З цією теорією перегукується теорія про Амазію — майбутній континент з Євразії та Північної Америки, який стане ядром майбутнього суперконтинента.

## Теорія
Теорія виникнення майбутнього суперконтинента базується на кількох наукових досягненнях:
- Вивчення історії переміщення плит показало, що з періодом в 500–600 мільйонів років блоки континентальної кори збираються в єдиний суперконтинент.
- Різними незалежними методами визначено напрям руху сучасних континентів. Екстраполюючи ці дані, можна розрахувати, коли континенти зіткнуться один з одним.

## Утворення
Через 250 мільйонів років Північноамериканський континент повернеться проти годинникової стрілки і Аляска опиниться в субтропічному поясі. Євразія продовжить обертання за годинниковою стрілкою, і Британські острови опиняться в районі Північного Полюса, у той час як Сибір буде в субтропіках. Середземне море зникне, і на його місці утворяться гори, однакові за висотою з Гімалаями. Пангея Ультима буде на 90 відсотків вкрита пустелями. На північному заході і південному сході континента будуть знаходитися гігантські гірські ланцюги.